# 30769 Кайдаш
30769 Кайдаш (англ. 30769 Kaydash) — невеликий астероїд головного поясу діаметром близько 3 км, названий на честь українського астронома Вадима Кайдаша. Знаходиться біля орбітального резонансу 4:7 з Марсом. Відрізняється світлим кольором, — альбедо становить 0,36 ± 0,16.
Астероїд був відкритий американським астрономом Браяном Скіффом 25 вересня 1984 року зі станції Андерсон-Меса Ловеллівської обсерваторії, на південний схід від міста Флегстафф в Аризоні.

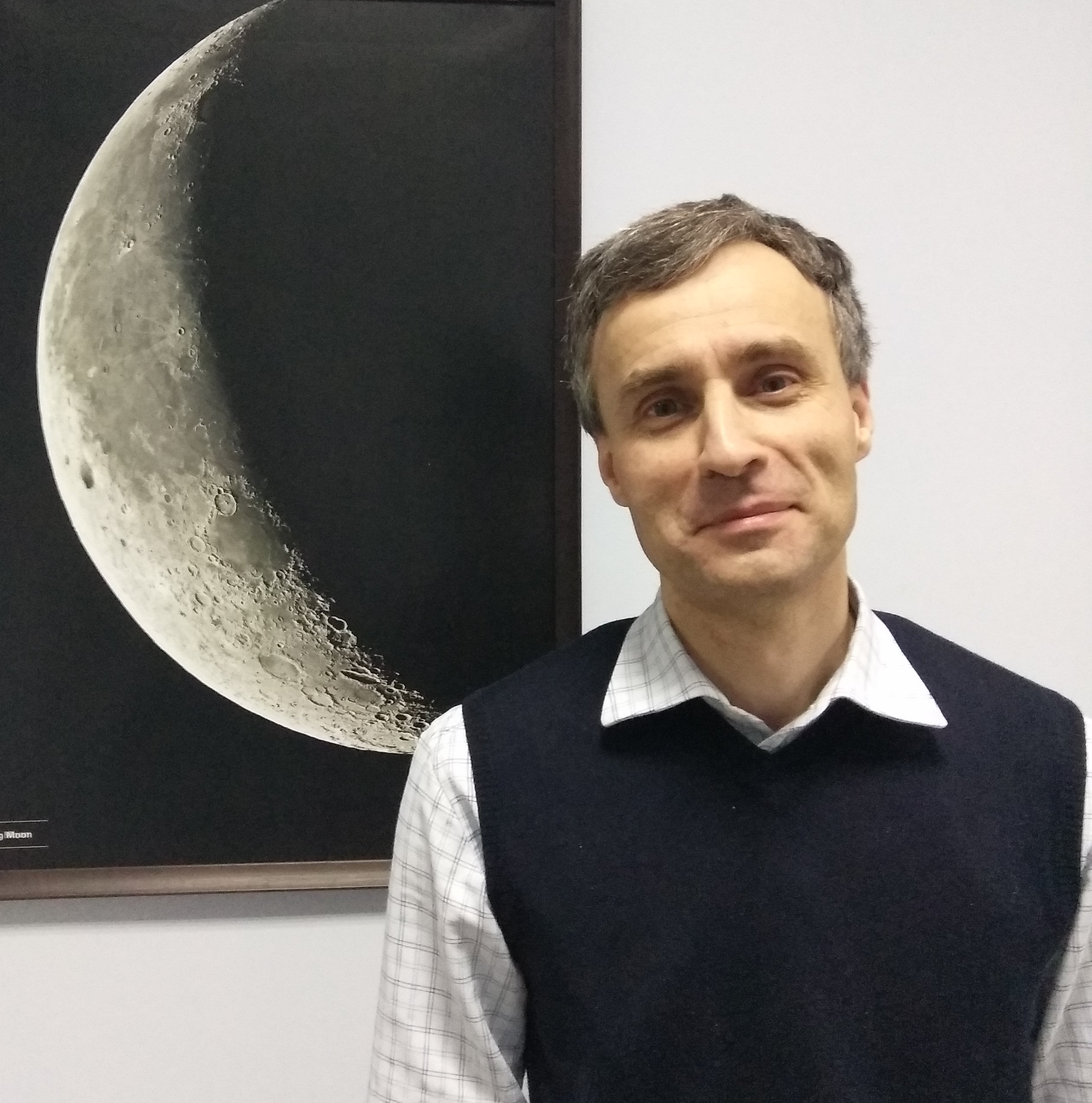
Астроном Вадим Кайдаш, на честь якого названо астероїд

Названий на честь Вадима Кайдаша (нар. 1971), директора Харківської обсерваторії, спеціаліста з мінералогії малих тіл Сонячної системи та законів розсіяння світла їхніми поверхнями.